# Кузищин Василь Іванович
Василь Іванович Кузищин (1 листопада 1930, с. Покровське, Рязанська область — 28 лютого 2013, Москва) — радянський і російський історик, спеціаліст з економіки та культури античності. Доктор історичних наук (1966), професор МДУ (1968), завкафедрою історії стародавнього світу (1973—2009), заслужений професор МДУ (1996). Удостоєний Ломоносівської премії МДУ за 2000 рік, заслужений працівник вищої школи Російської Федерації (2000).
Автор серії підручників і вчених посібників, за якими навчалися студенти всіх університетів СРСР і пізніше Росії. Фахівець із сільського господарства та землеволодіння в римській Італії.

## Біографія
1935 року родина переїхала до Москви. Закінчив історичний факультет МДУ, де навчався у 1948—1953 роках, спеціалізувався на кафедрі історії Стародавнього світу. У 1953—1956 роках навчався в аспірантурі (науковий керівник професор А. Г. Бокщанін). Захистив кандидатську дисертацію «Велике рабовласницьке господарство Італії наприкінці Республіки. Еволюція структури майна та прибутковості кожної з частин» (1957) та докторську дисертацію «Землеробство та землеволодіння в Італії у II ст. до зв. е. — І ст. н. е.» (1966).
З 1956 викладач МДУ, з 1968 професор. З 1973 по 2009 рік завідувач кафедри історії Стародавнього світу істфаку МДУ. У 1999 році разом із заснуванням Чорноморської філії МДУ вступив там на посаду завідувача кафедри історії.
Начальник Херсонеської історико-археологічної експедиції (1976—1991). Член вченої ради МДУ (1991—2001). Голова Асоціації істориків-випускників МДУ (1991—1997). Віце-президент Російської асоціації антикознавців (2000—2013).
Голова Об'єднаного профспілкового комітету МДУ (1971—1974). У 1973—1978 роках — член ЦК профспілки працівників вузів та наукових установ; у 1979—1991 роках очолював секцію «Історія» Науково-технічної ради Мінвузу СРСР, розробив програму лекційних курсів з історії Стародавнього Сходу, Стародавньої Греції та Стародавнього Риму для історичних факультетів. Був членом редколегії журналів «Вісник давньої історії» (з 1970), «Вісник Московського університету». Серія «Історія» (з 1973) та «Питання історії» (з 1986).
Сини: Олег (нар. 1957), співробітник апарату Московської міської думи, та іхтіолог Кирило (нар. 1966)
Помер 28 лютого 2013 року на 83-му році життя. Лауреат премії ім. М. В. Ломоносова за педагогічну діяльність (2000). Дійсний член Академії гуманітарних наук (1995), член-кореспондент Академії економічних наук та підприємницької діяльності.

## Наукова та педагогічна діяльність
Василь Іванович Кузищин найбільш відомий як дослідник аграрної історії Риму. У 1957 році у своїй статті «Про ступінь поширеності латифундій в Італії» у «Віснику давньої історії» він на матеріалі джерел поставив під сумнів переконання про панування в сільському господарстві великих латифундій вже починаючи з II століття до н. е., яке домінувало в радянській історичній науці і сягало висновків Макса Вебера. Згодом у своїх статтях та монографіях Василь Іванович розвинув ідею про значну поширеність та про велику роль середніх рабовласницьких господарств (вілл) у римській економіці, а також досліджував стан сільського господарства в Італії в цілому. Історик також загострював увагу на раціональному характері римського рабовласництва, виступаючи проти поширених уявлень про нерозумну експлуатацію рабів. За редакцією В. І. Кузищина публікувалися та багаторазово перевидувалися університетські підручники з історії Стародавнього Сходу, Стародавньої Греції та Стародавнього Риму, а також навчальні хрестоматії та посібники з джерелознавства античної історії. Крім того, з його ініціативи розпочалася підготовка першого посібника з історіографії історії античності. У 1971 році вийшов підручник з історії Риму, написаний колективом авторів за редакцією А. Г. Бокщаніна та В. І. Кузищина; книга неодноразово перевидавалася — четверте видання за редакцією В. І. Кузищина було опубліковано 2005 р.; як зазначає О. П. Бєліков, ця праця стала базовим підручником для університетів країни.Учасник Міжнародних конгресів історичних наук у Москві (1970), Сан-Франциско (1975) та Бухаресті (1980); Міжнародних конгресів економічної історії в Ленінграді (1970), Будапешті (1982), Берні (1986) та Лувені (1990). Як запрошений професор читав лекції в університетах Софії, Праги, Афін, Парижа, Марселя, Марбурга, Мадрида, Толедо, Саламанки, Гранади. Підготував понад 60 кандидатів та 20 докторів наук

## Публікації
Автор понад 250 робіт у галузі давньої історії. Монографії та збірники статей:
- Очерки по истории земледелия древней Италии. М., 1966.
- Римское рабовладельческое поместье II в. до н. э. — I в. н. э. М., 1973.
- Генезис рабовладельческих латифундий в Италии (II в. до н. э. — I в. н. э.). М., 1976 (итал. перевод 1984).
- Античное классическое рабство как экономическая система. М., 1990.
- Исследования в области экономической истории античности. СПб., 2011.

Книги під науковою редакцією:
- История Древнего Рима / под ред. А. Г. Бокщанина и В. И. Кузищина. — М.: Высшая школа, 1971 (4-е изд. под ред. В. И. Кузищина 2000).
- Древний Восток и античный мир. Сборник статей, посвящённых профессору В. И. Авдиеву / под ред. В. И. Кузищина. М., 1972.
- История Древнего Востока / под ред. В. И. Кузищина. М., 1979 (3-е изд. 1999).
- Хрестоматия по истории Древнего Востока / под ред. И. С. Кацнельсона, М. А. Коростовцева и В. И. Кузищина. М., 1980. Т. 1—2.
- Историография античной истории / под ред. В. И. Кузищина. М., 1980.
- Источниковедение Древней Греции. Эпоха эллинизма / под ред. В. И. Кузищина. М., 1982.
- Источниковедение истории Древнего Востока / под ред. В. И. Кузищина. М., 1984.
- История Древней Греции / под ред. В. И. Кузищина. М., 1986, 2-е изд. — 1996, 3-е — 2000.
- Хрестоматия по истории Древнего Рима / под ред. В. И. Кузищина. М., 1987.
- Словарь античности. Пер. с нем. М.: Прогресс, 1989. / Отв. ред. В. И. Кузищин
- История Древнего Востока. Материалы по историографии / под ред. А. А. Вигасина и В. И. Кузищина. М., 1991.
- Антология источников по истории, культуре и религии Греции. СПб, 2000.
- Историография истории Древнего Востока. Иран, Средняя Азия, Индия, Китай / под ред. В. И. Кузищина. СПб., 2002.
- История Древнего Востока: тексты и документы / под ред. В. И. Кузищина. М., 2002.
- История Древнего Рима: тексты и документы / под ред. В. И. Кузищина. М., 2004. Т. 1—2.